# Illustrated Flora of the Pacific States
Illustrated Flora of the Pacific States (abreviado Ill. Fl. Pacific States) es un libro con ilustraciones y descripciones botánicas que fue escrito por el botánico pteridólogo estadounidense LeRoy Abrams y publicado en Stanford en 4 volúmenes en los años 1923-60 con el nombre de Illustrated Flora of the Pacific States: Washington, Oregon, and California; VolumeI: Ophioglossaceae to Aristolochiaceae (Ferns to Birthworts).

## Publicación
- Volumen n.º 1, 15 de mayo de 1923;
- Volumen n.º 2, 29 de marzo de 1944;
- Volumen n.º 3, 22 de mayo de 1951;
- Volumen n.º 4, 22 de enero de 1960